# شاخ طلایی

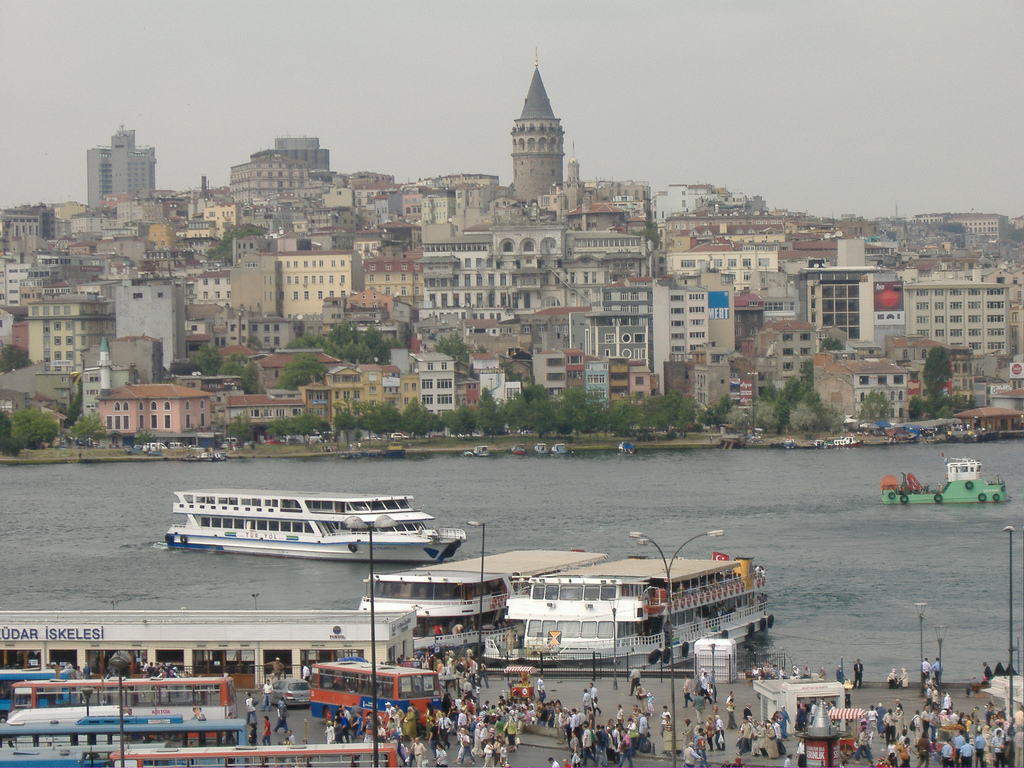
چشم‌اندازی از خلیج موسوم به شاخ طلایی

شاخ طلایی مدخلی است که بخش اروپاییِ استانبول را به دو قسمت تبدیل می‌کند. در افسانه‌های یونانی، بیزاس آن را به نام مادرش کروئسا نام گذاشت.
این مدخل با دریای مرمره تشکیل شبه‌جزیره می‌دهد. خلیج شاخ طلایی به این دلیل به این نام گذاشته شده که در غروب خورشید به مدت دو یا سه دقیقه نمای خلیج به رنگ طلایی تغییر می‌کند و اگر این خلیج از بالا دیده شود به شکل شاخ شبیه است.
روایت دیگری درباره این نام وجود دارد که طبق آن نام شاخ  به دلیل شکل این شاخابه ی تنگه بسفر توسط یونانیان بدان داده شد و کلمه طلایی بعدها به سبب  ثروتی به آن اضافه شد که به شکل ماهی غله و کالاهای بسیار به آن وارد می شد.